# IIe législature de l'Assemblée d'Estrémadure
La IIe législature de l'Assemblée d'Estrémadure est un cycle parlementaire de l'Assemblée d'Estrémadure, d'une durée de trois ans et neuf mois, ouvert le 2 juillet 1987 à la suite des élections du 10 juin précédent et clos le 2 avril 1991.

## Bureau
| Poste                  | Titulaire                    | Parti | Parti   | Circonscription |
| ---------------------- | ---------------------------- | ----- | ------- | --------------- |
| Président              | Antonio Vázquez              |       | PSOE-Ex | Cáceres         |
| Premier vice-président | Matías Martínez-Pereda       |       | PSOE-Ex | Badajoz         |
| Second vice-président  | José Manuel Mariño           |       | AP      | Cáceres         |
| Premier secrétaire     | César Martín                 |       | PSOE-Ex | Cáceres         |
| Second secrétaire      | Juan Ignacio Barrero         |       | AP      | Badajoz         |
| Second secrétaire      | Antonio Miranda (05.03.1990) |       | AP      | Badajoz         |

## Groupes parlementaires
| Nom | Nom                                  | Début | Fin | Porte-parole        |
| --- | ------------------------------------ | ----- | --- | ------------------- |
|     | Groupe socialiste                    | 34    | 34  | Antonio Bermejo     |
|     | Groupe populaire                     | 17    | 17  | Adolfo Díaz-Ambrona |
|     | Groupe Centre démocratique et social | 8     | 8   | Tomás Martín        |
|     | Groupe mixte                         | 6     | 6   | Poste tournant      |

## Commissions parlementaires
| Commission                                                        | Président                  | Parti   | Parti | Circonscription |
| ----------------------------------------------------------------- | -------------------------- | ------- | ----- | --------------- |
| Commissions permanentes législatives                              |                            |         |       |                 |
| Commission de l'Agriculture, de l'Élevage et de la Pêche          | Santiago Díaz              | PSOE-Ex |       | Badajoz         |
| Commission du Commerce, du Tourisme et des Transports             | Manuel Vargas              | PSOE-Ex |       | Badajoz         |
| Commission de la Coordination et de l'Organisation administrative | Francisco España           | PSOE-Ex |       | Badajoz         |
| Commission de l'Économie, de l'Industrie et de l'Énergie          | María Jesús López          | PSOE-Ex |       | Cáceres         |
| Commission de l'Économie, de l'Industrie et de l'Énergie          | Félix Dillana (11.03.1988) | PSOE-Ex |       | Cáceres         |
| Commission de l'Éducation et de la Culture                        | Antonio Vélez              | PSOE-Ex |       | Badajoz         |
| Commission du Gouvernement et de la Justice                       | Juan Sayáns                | PSOE-Ex |       | Cáceres         |
| Commission des Finances et des Budgets                            | Rafael Mateos              | AP      |       | Cáceres         |
| Commission de la Politique sociale                                | María Jesús Checa          | PSOE-Ex |       | Badajoz         |
| Commission de la Politique territoriale                           | Federico Suárez            | PSOE-Ex |       | Cáceres         |
| Commissions permanentes non-législatives                          |                            |         |       |                 |
| Commission du Règlement                                           | Antonio Vázquez            | PSOE-Ex |       | Cáceres         |
| Commission du Statut des députés                                  | Manuel Vargas              | PSOE-Ex |       | Badajoz         |
| Commission des Pétitions                                          | Antonio Vázquez            | PSOE-Ex |       | Cáceres         |

## Gouvernement et opposition
| Candidat                            | Date                                       | Vote       |         |    |     |    |    | Résultat |
| Candidat                            | Date                                       | Vote       | PSOE-Ex | AP | CDS | EU | IU | Résultat |
| Juan Carlos Rodríguez Ibarra (PSOE) | 17 juillet 1987 (majorité absolue requise) | Oui        | 34      |    |     |    |    | 34 / 65  |
| Juan Carlos Rodríguez Ibarra (PSOE) | 17 juillet 1987 (majorité absolue requise) | Non        |         | 14 |     |    | 2  | 16 / 65  |
| Juan Carlos Rodríguez Ibarra (PSOE) | 17 juillet 1987 (majorité absolue requise) | Abstention |         |    | 8   | 4  |    | 12 / 65  |
| Juan Carlos Rodríguez Ibarra (PSOE) | 17 juillet 1987 (majorité absolue requise) | Absents    |         | 3  |     |    |    | 3 / 65   |

## Désignations

### Sénateurs
| Parti | Parti | Sénateurs désignés              | Voix |
| ----- | ----- | ------------------------------- | ---- |
| PSOE  |       | Federico Suárez Hurtado         | 34   |
| PSOE  |       | Francisco Carlos España Fuentes | 34   |

- Désignation : 31 juillet 1987.

| Parti | Parti | Sénateurs désignés              | Voix |
| ----- | ----- | ------------------------------- | ---- |
| PSOE  |       | Federico Suárez Hurtado         | 32   |
| PSOE  |       | Francisco Carlos España Fuentes | 32   |

- Désignation : 9 novembre 1989.